# Vlnovník lipový
Vlnovník lipový (Eriophyes tiliae) je roztoč poškozující listy sáním. Je nepřehlédnutelný pro tvorbu hálek a novotvarů na horní straně listů. Vlnovník hrušňový patří do čeledě vlnovníkovití (Eriophyidae), řádu sametkovci (Prostigmata). Klade svá vajíčka do listů a způsobuje sáním vyklenutí meristémů na listech. Druh má mnoho poddruhů a určit jej mohou pouze odborníci.

## EPPO kód
ERPHTI

## Synonyma patogena

### Vědecké názvy
Podle EPPO je pro patogena s označením vlnovník lipový (Eriophyes tiliae) používáno více rozdílných názvů, například Eriophyes gallarumtiliae nebo Eriophyes tiliarius.

## Popis
Vlnovník je červovitý čtyřnohý organismus, bezbarvý nebo oranžové až načervenalé barvy, velký cca 0,1–0,2 mm, široký 20 až 50 mikronů. Přesnou identifikaci druhu mohou provádět pouze odborníci.

### Výskyt v Česku

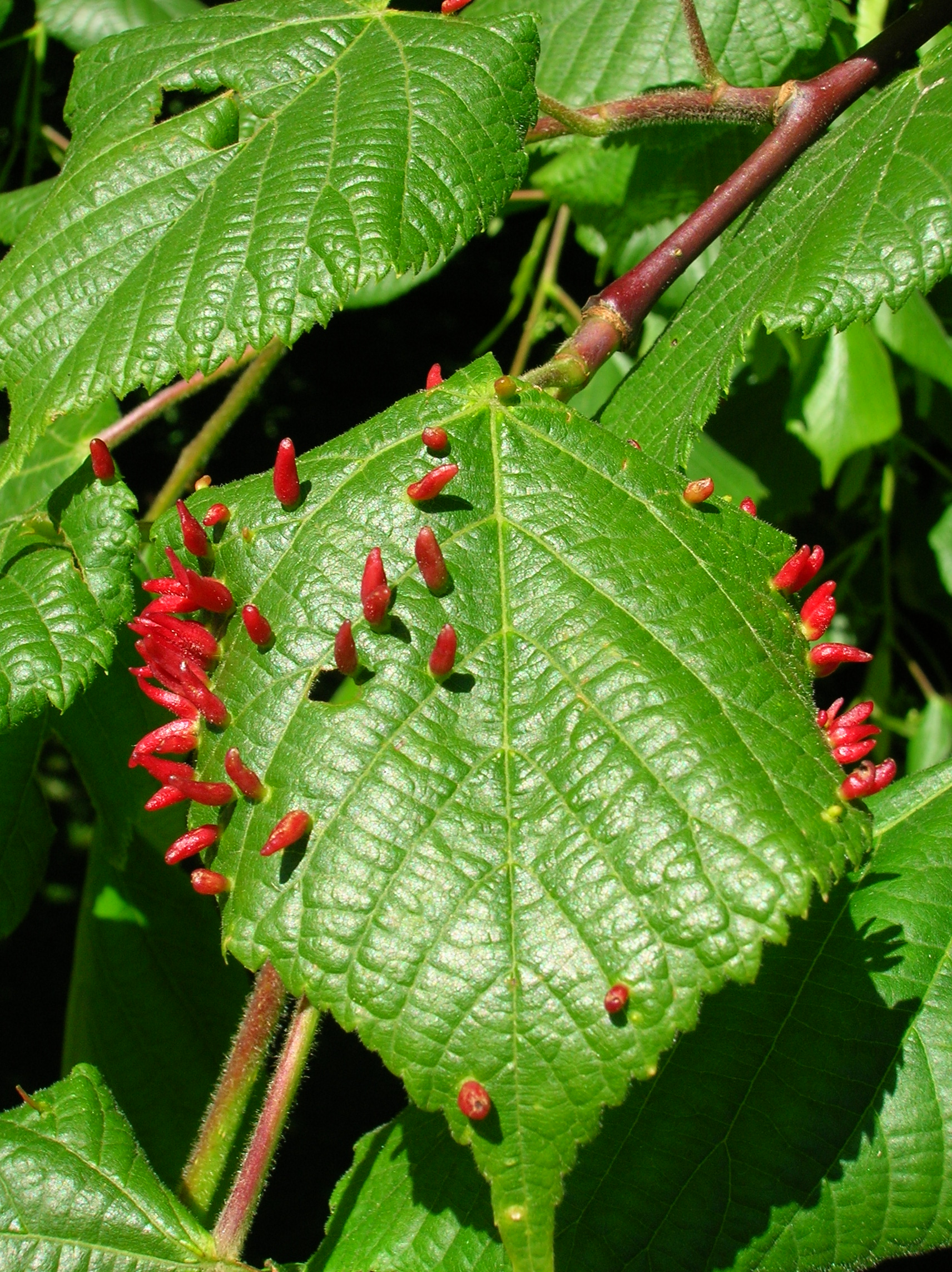
List napadený patogenem, horní strana.

Běžný druh.

## Hostitel
Listnaté dřeviny, často lípa.

## Příznaky
Listy mají na svrchní straně nápadné novotvary.

## Význam

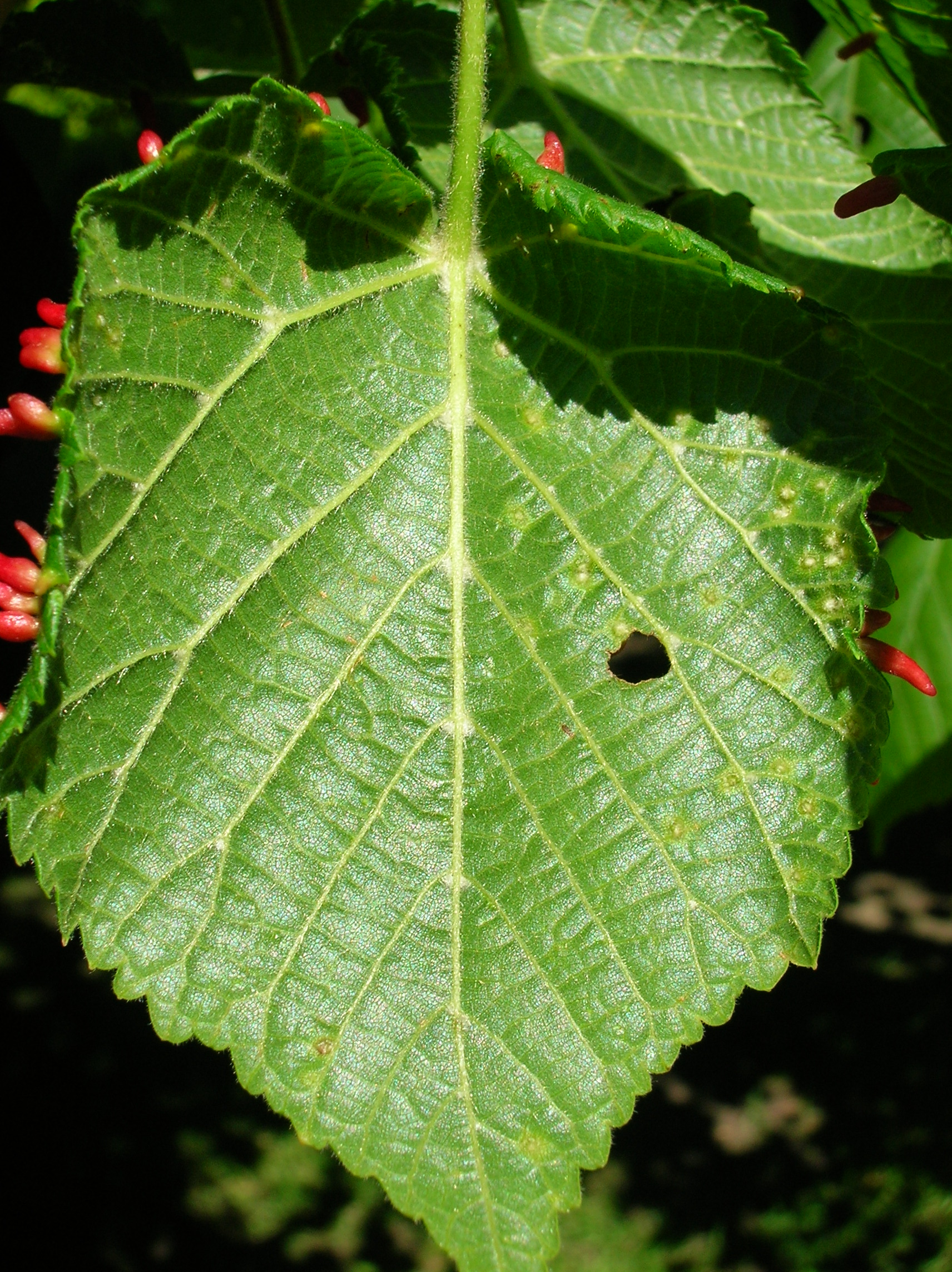
List napadený patogenem Eriophyes tilae, spodní strana.

### Možnost záměny
Bejlomorky, žlabatky.

## Biologie
Přezimuje přímo na stromech v hálkách, trhlinách kůry, okolo pupenů nebo v pupenech. Při jarním rašení vniká do vyvíjejících se listů a saje na nich, sáním a drážděním vznikají bradavičnaté výrůstky. Smyslem výrůstků je poskytnout úkryt patogennímu organismu.

## Ochrana rostlin
Není nutná. V jarním období lze použít akaricidy (např. Omite 30W).